# Hisako Koyama
Pour les articles homonymes, voir Koyama.
Hisako Koyama (小山 ひさ子, Koyama Hisako), née à Tokyo en 1916 et morte le 6 avril 1997, est une astronome amateur japonaise. Elle est connue pour ses plus de 10 000 observations et dessins (en) du Soleil pendant plus de quatre décennies, rapportant plus de 8 000 taches solaires. Koyama a travaillé comme membre du personnel du Musée national de la nature et des sciences de Tokyo pendant plus de quarante ans. Elle a réalisé plus de 10 000 croquis solaires au cours de sa vie.

## Biographie
Très jeune, Koyama a manifesté un intérêt pour l'astronomie et les observations spatiales. Enfant, Koyama lisait des livres d'astronomie et observait les étoiles avec des cartes du ciel. Pendant la Seconde Guerre mondiale, elle profitait du black out pendant les raids aériens pour installer un futon dans son jardin et faire des observations astronomique. Stimulée par une visite au planétarium Tonichi, situé à Yūrakuchō, un quartier de Tokyo, elle a assemblé son propre télescope.
Dans les années 1930, Koyama a suivi sa scolarité dans un lycée pour filles à Tokyo, « Ce faisant, elle a atteint un niveau d'éducation dont beaucoup de filles japonaises ne pouvaient que rêver à cette époque », note un commentateur publié dans la revue Space Weather (nl).
Après que son père lui ait offert un télescope réflecteur de 36 mm × 60, Koyama a commencé à observer les taches solaires. En 1944, elle a envoyé son premier croquis de taches solaires à Issei Yamamoto, professeur d'astronomie à l'Université de Kyoto, alors président de la section solaire de l'OAA (it),,.
Guidé par Yamamoto, Koyama a commencé à faire, de façon épisodique, des croquis de taches solaires en utilisant une technique appelée « visualisation directe atténuée ». Cette méthode consiste à projeter sur une feuille de papier, les images d'un télescope. Ainsi, elle pouvait dessiner les taches solaires visibles. En 1946, Koyama a été embauchée comme observateur professionnel au musée national de la nature et des sciences de Tokyo, qui s'appelait alors le musée des sciences de Tokyo. Elle a pris sa retraite du musée officiellement en 1981, mais elle a continué à contribuer en tant que membre associé du musée pendant quinze ans. De 1947 à 1984, Koyama a documenté plus de 8 000 groupes de taches solaires, qu'elle a publié dans une monographie en 1985. Ses croquis originaux de taches solaires sont conservés au Musée national de la nature et des sciences de Tokyo.
En 1986, elle a reçu le prix d'encouragement de la recherche universitaire de l'Oriental Astronomical Association (it) (OAA).

## Postérité
En 2014, une équipe internationale de chercheurs a utilisé les enregistrements de taches solaires de Koyama pour reconstituer une histoire sur près de quatre cents ans des taches solaires, démarrant des années 1610 et du début des années 2000. Le projet a utilisé  des croquis dessinés par Galileo Galilei, Pierre Gassendi, Johann Caspar Staudacher, Heinrich Schwabe et Rudolf Wolf. Étant donné que les croquis de Koyama ont été réalisés avec le même télescope de 20 cm et utilisant la même méthode d'observation, les chercheurs ont pu utiliser ses observations pour calibrer les observations antérieurs.
L'astéroïde (3383) Koyama de la ceinture principale porte son nom.

## Publications
- Observations de taches solaires 1947–1984, Tokyo, Kawade Shobō Shinsha, 1985.
- « 35 ans avec le télescope de 20 cm », Sciences naturelles et musées, 1981, 48 (3), 111-116.